# Calibre .44 PN
Le calibre .44 était un calibre usuel d'armes de poing américaines du XIXe siècle, il fut très utilisé pendant la Guerre de Sécession et jusqu’aux années 1869-1872, lors de l’introduction des armes à cartouches métalliques.

## Caractéristiques techniques

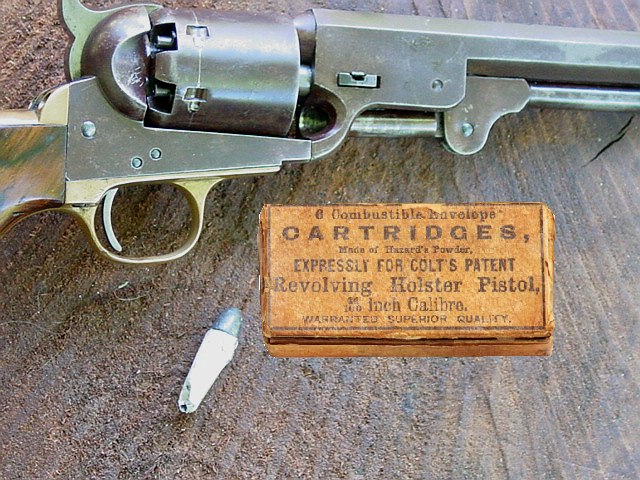
Boite de six cartouches en papier combustible devant une réplique de Colt 1851.

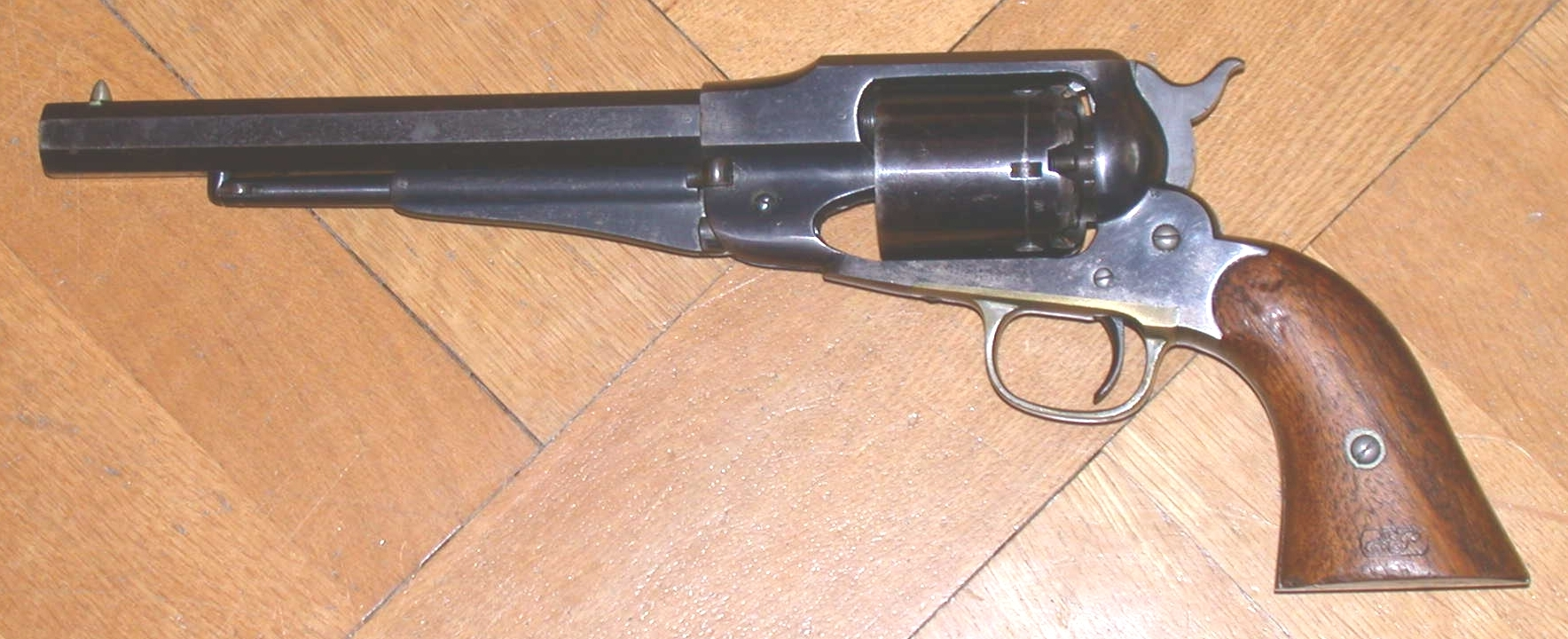
Remington New Model Army

- Balle en plomb d'un diamètre de .450" à .457". Les balles en plomb ont un diamètre légèrement supérieur aux chambres des barillets, elles y sont enfoncées à force de manière à être serties et maintenues pendant le tir.
- Charge de poudre noire,
- Amorce.

La charge de poudre et la balle étaient généralement conditionnées dans des cartouches en papier combustible pour faciliter le rechargement sur les champs de bataille.

## De nos jours
Ce calibre est toujours utilisé dans les répliques d'armes à poudre noire. Pour le tir sportif, les charges de poudre utilisées sont réduites à 1 gramme environ et le vide est comblé par une bourre (feutre ou semoule).